# Marsha Singh
Marsha Singh, född 11 oktober 1954 i Punjab i Indien, död 17 juli 2012 i Dominikanska republiken, var en brittisk parlamentsledamot för Labour. Han representerade valkretsen Bradford West från valet 1997 till 2012 då han avgick på grund av dålig hälsa. Han hade läst vid Loughborough University.
Han brukade rösta lojalt gentemot partiledningen, med undantag för frågor som rörde Irakkriget.